# Henning Olsen
Henning August Olsen (3 oktober 1890 - 26 januari 1975) was een Noors schaatser.
Henning Olsen debuteerde op 20-jarige leeftijd bij een internationaal schaatstoernooi. Op het WK Allround van 1911 in Trondheim eindigde de Noor als derde. Dit zou zijn beste resultaat bij een EK of WK Allround blijven.

## Resultaten
| Jaar | EK Allround | WK Allround |
| ---- | ----------- | ----------- |
| 1911 | -           | Brons       |
| 1912 | 8e          | NS3         |
| 1913 | -           | 5e          |
| 1914 | -           | NS3         |

### Medaillespiegel
| Kampioenschap | Goud | Zilver | Brons |
| ------------- | ---- | ------ | ----- |
| EK Allround   | 0    | 0      | 0     |
| WK Allround   | 0    | 0      | 1     |